# Trichomonadidae
Trichomonadidae (altgr. ϑρίξ thríx (Gen. Sg. τριχός  trichós) ‚Haar‘, μόνας mónas ‚Einheit‘) sind eine Familie der Parabasalia. Die einzelligen Organismen haben einen ovalen Zellkörper, drei bis fünf Vordergeißeln und eine Schleppgeißel mit undulierender Membran. Sie besitzen keine Mitochondrien zur Energiegewinnung, sondern Hydrogenosomen. Die Vermehrung erfolgt durch einfache Längsteilung.
Die Unterscheidung der Gattungen erfolgt anhand der Zahl der Vordergeißeln:
- Trichomonas
- Tritrichomonas (zum Beispiel Tritrichomonas foetus)
- Tetratrichomonas
- Pentatrichomonas